# Francesco da Cotignola
Francesco da Cotignola, ou Francesco Zaganelli di Bosio (Cotignola, v. 1475 - Ravenne, 1532) est un peintre italien actif principalement à Ravenne.

## Biographie
Francesco da Cotignola est né à Cotignola une commune de l'actuelle province de Ravenne entre 1470 et est mort à Ravenne, entre le 31 janvier et le 3 décembre 1532.
Il a peint à Ravenne, Faenza et Parme. Son frère, Bernardino, était aussi un peintre.
Lorsque Vasari nous dit que Rondinelli fut enterré dans San Francesco à Ravenne, il poursuit en disant « qu'après lui vint Francesco da Cotignola, qui était aussi en grande estime dans cette ville et a peint de nombreux tableaux ».
Il a été probablement élève de Marco Palmezzano et de  Nicolò Rondinelli et a étudié principalement la peinture Ferrarese qui marque son œuvre et peut expliquer certaines excentricités de style. À Cotignola il partage son atelier  avec son frère Bernardino Zaganelli (actif 1499-1509). Leur premier travail commun connu est la Vierge et l'Enfant trônant avec les saints Jean le Baptiste et Florian et trois anges (signé et daté 1499, pinacothèque de Brera, Milan). Leur dernier, la Sainte famille (1509) galerie Carrara, Bergame.
Francesco da Cotignola est documenté à Ravenne à partir de 1513, avec sa femme et sa nièce orpheline. De cette période date le  Baptême (signé et daté de 1514, National Gallery, Londres), peint pour l'église San Domenico à Faenza et l'Immaculée Conception (signé et daté 1513). La Nativité (après 1520) et la Crucifixion musée des beaux-arts de Ravenne marquent l'apogée de la carrière de Francesco.
Après la mort de son frère l'art de Francesco a pris de nouvelles orientations en réalisant des gravures sur bois.
Francesco da Cotignola dont la mort empêcha l'exécution totale de ses peintures en l'église San Apollinaire de Ravenne a été enterré dans cette église d'après ses désirs.
Peintre aux compétences techniques limitées, il a travaillé surtout à tempera. Son travail est néanmoins caractérisé par une imagination fertile.

## Œuvres
- Vierge et l'Enfant trônant avec les saints Jean le Baptiste et Florian et trois anges, signé et daté 1499, Pinacothèque de Brera, Milan. (En collaboration avec son frère Bernardino)
- Sainte famille (1509), Académie Carrara, Bergame. (En collaboration avec son frère Bernardino)
- Vierge à l'Enfant en trône entre saint Jean Baptiste et saint Sébastien (vers 1510), musée Condé, Chantilly
- Le  Baptême, signé et daté de 1514, National Gallery, Londres,
- Immaculée Conception (signé et daté 1513).
- Nativité (après 1520),
- Crucifixion, musée des beaux-arts, Ravenne
- Sainte Véronique, musée civique, Rimini.
- Sainte Catherine d'Alexandrie, huile sur toile, 44 × 33 cm, Rijksmuseum, Amsterdam,
- L'Enfant entre les saints Catherine, François et Elizabeth de Hongrie, huile sur panneau, 44 × 53 cm, Collection particulière,

Ravenne
- Résurrection de Lazare, retable, maître-autel, Basilique Saint-Apollinaire in Classe,
- Naissance du Christ, église San Niccolo,
- Saint Sébastien, (deux tableaux),
- La Vierge, sainte Catherine et saints, hôpital Santa Caterina,
- Le Christ sur la Croix, église Santa Agata,
- Vierge est les saints Jean-Baptiste, Apollinaire, Jérôme ; La Vierge avec Saint Pierre et Sainte Catherine  et Jésus-Christ portant sa Croix, église de San Apollinaire,